# Cayo Anna
El Cayo Anna (en inglés: Anna Cay) es un pequeño cayo en la cadena de las islas Ábaco de las Bahamas. Se puede encontrar en la entrada al muelle público de North End en el Cayo Elbow cerca de la localidad de Hopetown. En el cayo se encuentra una residencia que destaca por su color rosa.